# Rio di Fundres
Il Rio di Fundres (Pfunderer Bach in tedesco) è un fiume dell'Alto Adige lungo circa 20 km, che nasce dal Picco della Croce, nei Monti di Fundres. Forma la Val di Fundres e confluisce da destra nella Rienza a Vandoies, a quota 740 m s.l.m.
Il corso del fiume è interamente compreso nel comune di Vandoies, le principali località bagnate sono Fundres (Pfunders) e Vallarga (Weitental).